# Mervyn Peake
Mervyn Laurence Peake (geboren am 9. Juli 1911 in Kuling, Kaiserreich China; gestorben am 17. November 1968 in Burford bei Oxford, England) war ein britischer Schriftsteller und Illustrator. Bevor er durch den Fantasy-Romanzyklus Gormenghast  zum Kultautor wurde, war er vor allem wegen seiner Buchillustrationen geschätzt.

## Leben

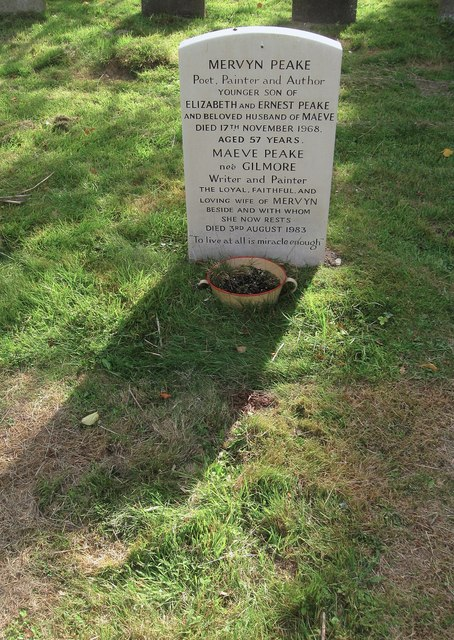
Grab von Mervyn Peake in Burpham

Peakes Vater war christlicher Missionar in China, wo Peake auch seine ersten Jahre verbrachte und die englische Schule in Tientsin besuchte. Anschließend war er von 1923 bis 1929 auf dem Eltham College in Kent und studierte dann Kunst an der Croydon School of Art (1929) und an den Royal Academy Schools in London (1929–1933). Bis 1935 lebte er auf der Kanalinsel Sark und arbeitete danach als Lehrer für die Westminster School of Art in London. 1937 heiratete er Maeve Gilmore, mit der er zwei Söhne und eine Tochter hatte.
1941 wurde Peake zum Militärdienst eingezogen, dann aber 1943 wegen gesundheitlicher Probleme ausgemustert. Bis Kriegsende arbeitete er als Künstler für das britische Informationsministerium. Nach dem Krieg arbeitete er als freier Künstler und illustrierte eine Reihe klassischer Kinder- und Jugendbücher. Schon 1940 war ein erster Gedichtband Peakes erschienen, weitere folgten, teilweise auch von ihm illustriert. 1946 erschien der erste Roman des Gormenghast-Zyklus. 1948 erhielt er ein Stipendium des Royal Literary Fund. Er war ein Fellow der Royal Society of Literature, deren Heinemann Award ihm 1951 verliehen wurde. Das 1957 uraufgeführte Theaterstück blieb erfolglos, was für Peake eine große Enttäuschung war.
In seinen späteren Jahren zeigte Peake Symptome einer degenerativen Nervenerkrankung, die seine Arbeitsfähigkeit zunehmend beeinträchtigte. Er starb 1968 im Alter von 57 Jahren in einem Pflegeheim und wurde auf dem Friedhof von St. Marys in Burpham (Arun District) bestattet.

## Gormenghast
Die Gormenghast-Romane waren ursprünglich als eine Reihe von etwa zehn Büchern ausgelegt, wurden aber aufgrund Mervyn Peakes nachlassender Gesundheit (Demenz mit Lewy-Körperchen) nie vollendet.
Die Romane erzählen die Geschichte von Titus Groan, dem Erben von Schloss Gormenghast.
Im ersten Buch, das mit der Geburt Titus Groans beginnt und mit seinem ersten Geburtstag endet, wird der Leser in die bedrückende, düstere Atmosphäre des vom Ritual bestimmten Gormenghast eingeführt. Das Ritual dominiert das Leben aller Schlossbewohner, vom niedrigsten Dienstboten bis zu Lord Sepulchrave, dem Schlossherrn. Nur der junge, aufstrebende Steerpike stört das geordnete Leben. Sein Werdegang stellt zu Anfang den der eigentlichen Hauptfigur, Titus Groan, in den Schatten. Erst im zweiten Buch kann sich der aufwachsende Titus entfalten, um dann im dritten Buch das Schloss zu verlassen und die Welt kennenzulernen.
Aus dem Gormenghast-Stoff komponierte Irmin Schmidt (bekannt als Mitglied der Band Can) das Opernwerk Gormenghast (Premiere in Wuppertal 1998), zu dem Duncan Fallowell das original englischsprachige Libretto schrieb.
2000 waren die Romane Vorlage für die BBC-Produktion Gormenghast, eine Miniserie in vier Teilen unter der Regie von Andy Wilson.

## Werk
Die Gormenghast-Romane
- 1 Titus Groan (1946)
  - Deutsch: Der junge Titus. Übersetzt von Annette Charpentier. Klett-Cotta, Stuttgart 1982, ISBN 3-608-95070-2. Neuausgabe 2010, durchgesehen von Alexander Pechmann, ISBN 978-3-608-93921-7.
- 2 Gormenghast (1950)
  - Deutsch: Im Schloß. Übersetzt von Annette Charpentier. Klett-Cotta, Stuttgart 1983, ISBN 3-608-95050-8. Neuausgabe als Im Schloss 2010, durchgesehen von Alexander Pechmann, ISBN 978-3-608-93922-4.
- Boy in Darkness (1956, Kurzgeschichte)
- 3 Titus Alone (1959)
  - Deutsch: Der letzte Lord Groan. Übersetzt von Annette Charpentier. Klett-Cotta, Stuttgart 1983, ISBN 3-608-95051-6. Neuausgabe 2011, durchgesehen von Alexander Pechmann, ISBN 978-3-608-93923-1.
- 4 Titus Awakes (2011, aus dem Nachlass vollendet von Maeve Gilmore)
  - Deutsch: Titus erwacht. Übersetzt von Alexander Pechmann. 2011, ISBN 978-3-608-93924-8.

Romane
- Mr. Pye (1953)
- The Sunday Books (2011, mit Michael Moorcock)

Kurzgeschichten
- Same Time, Same Place (1963)
  - Deutsch: Morgen um die gleiche Zeit. In: Larry T. Shaw (Hrsg.): Terror. Heyne TB #960, 1972.
- Danse Macabre (1963)
  - Deutsch: Totentanz. Übersetzt von Margaret Meixner. In: John Carnell (Hrsg.): Panoptikum des Schreckens. Pabel (Vampir Taschenbuch #6), 1974. Auch in: Peter Haining (Hrsg.): Scheibenwahn. Heyne SF&F #9037, 1999, ISBN 3-453-15602-1.
- The Adventures of Foot-Fruit (1969)
- The Party at Lady Cusp-Canine's (1969)
- For Mr Pye - An Island (1981)
- I Bought a Palm-Tree (1981)
- Mr Slaughterboard (1981)
- Noah's Ark (1981)
- The Connoisseurs (1981)
- The House of Darkstones (1981)
- The Touch o' the Ash (1981)
- The Weird Journey (1981)
- The White Chief of the Umzimbooboo Kaffirs (1981)
- The Wit to Woo (1981)

Gedichte
- Ride a Cock-Horse and Other Nursery Rhymes (1940)
- Shapes and Sounds (1941)
- Rhymes without Reason (1944, mit Illustrationen vom Autor)
- The Glassblowers (1950)
- Rhyme of the Flying Bomb (1962, mit Illustrationen vom Autor)
- Poems and Drawings (1965)
- A Reverie of Bone: And Other Poems (1967)
- A Book of Nonsense (1972)

Aufsätze
- The Craft of the Lead Pencil (1946)

Kinderbücher
- Captain Slaughterboard Drops Anchor (1939, mit Illustrationen vom Autor)
  - Deutsch: Captain Slaughterboard geht vor Anker. Übersetzt von Lisa Schons. Herausgegeben und mit einem Nachwort von Fanni Fetzer. Scheidegger & Spiess, Zürich 2017, ISBN 978-3-85881-563-7
- Letters from a Lost Uncle from Polar Regions (1948, mit Illustrationen vom Autor)

Schauspiel
- The Wit To Woo (Uraufführung 1957)

Illustrierte Bücher
- Ride a Cock Horse. 1940.
- Lewis Carroll: The Hunting of the Snark: An Agony in Eight Fits. Chatto & Windus, London 1941.
- Samuel Taylor Coleridge: The Rime of the Ancient Mariner. Chatto & Windus, London 1943.
- Lewis Carroll: Alice's Adventures in Wonderland and Through the looking-glass. Continental Book Company, Stockholm & London 1946.
- Grimm Brothers: Household Tales. Eyre & Spottiswoode, London 1946.
- Robert Louis Stevenson: Treasure Island. Eyre & Spottiswoode, London 1949.
- Johann R. Wyss: Swiss Family Robinson. 1949.
- Paul Britten Austin: The wonderful life & adventures of Tom Thumb : An English fairy-story. Svenska Tryckeriaktiebolaget, Stockholm 1954/1955.
- Aaron Judah: The Pot of Gold and Two Other Tales. Faber & Faber, London 1959.